# Static random-access memory
Static random-access memory (SRAM) is een RAM-geheugen waarvan de inhoud in tegenstelling met een DRAM (Dynamic random-access memory) niet periodiek ververst hoeft te worden. Ook bij een SRAM wordt elke bit opgeslagen in een individuele bitcel die echter complexer is. De opgeslagen data in een SRAM kunnen te allen tijde en in elke volgorde worden uitgelezen en wijzigt enkel als deze data worden overschreven of als het spanningsloos wordt. Het is dus een vluchtig geheugen.

## Werking

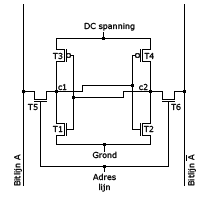
Schema SRAM met 6 transistors

Een SRAM-cel heeft drie verschillende modes dat het kan aannemen: stand-by, lezen of schrijven.
Stand-byHet circuit is niet in gebruik. T5 en T6 scheiden de cel van de bit-lijnen. T1 - T4 zorgen ervoor dat de opgeslagen bit behouden wordt zolang er voedingsspanning aanwezig is.
LezenDe leescyclus wordt gestart door bitlijn A en Ā op te laden als een logische 1 of 0. Hierna wordt de adreslijn aangestuurd waardoor T5 en T6 geactiveerd worden. De waardes opgeslagen in T1-T3 en T2-T4 worden dan overgezet op de bit-lijnen. De opgeslagen waarde kan de afgelezen worden op bit-lijn A.
schrijvenDe schrijf cyclus wordt gestart door de logische waarde 1 of 0 op de bit-lijnen te zetten. In het geval van een logische 1 wordt A : 1 en Ā : 0, voor een logische 0 wordt A : 0 en Ā : 1. De adreslijn wordt hierna aangestuurd en de waarde wordt opgeslagen.

## Types SRAM-cellen
Het type cel wordt vooral bepaald door het aantal transistors dat de cel bevat.
4T-celEen 4T-cel bestaat uit vier transistors en twee weerstanden. 4T-cellen hebben enkele nadelen. Er gaat per cel stroom door een van weerstanden. Dit veroorzaakt een hoog energieverbruik.
Er zijn snellere opties.
6T-celEen 6T-cel bestaat uit zes transistors. De 6T-cel biedt een oplossing voor de beperkingen van de 4T-cel. Ze is sneller en minder gevoelig voor ruis. De 6T-cel wordt vooral gebruikt wanneer een laag verbruik noodzakelijk is.

## Voor- en nadelen t.o.v. DRAM
SRAM is duurder maar sneller dan DRAM. Het verbruikt ook minder stroom. Daarom wordt SRAM verkozen boven DRAM als snelheid of verbruik belangrijk zijn.